# Geneviève de la Tour Fondue
Geneviève de la Tour Fondue, née le 12 août 1912 ou 1914 à Montréal et morte le 14 juin 2000 à Outremont, est une femme de lettres, journaliste, romancière et essayiste québécoise. Officier de la Légion d’honneur, lauréate (médaillée bronze) de l’Académie française, présidente-fondatrice de l’Alliance française de Montréal et de la Fédération des Alliances françaises du Canada, elle est reconnue pour ses activités de promotion de la langue et de la culture française au Canada et au Québec.

## Biographie

### Naissance
Geneviève de la Tour Fondue naît le 12 août 1912 et est baptisée Marie Laure Geneviève de Cousin de la Tour Fondue le 15 août 1912 en la paroisse Saint-Enfant-Jésus du Mile-End, à Montréal. Elle est la fille du vicomte Jean de Cousin de la Tour Fondue et de Marie Laure Julie de Coriolis de Limaye, d'une ancienne famille noble français d'Auvergne dont elle a été la dernière à porter le nom.

### Études et journalisme
Son père, vicomte Jean de la Tour Fondue, rentre en France à la déclaration de la guerre en 1914 pour prendre du service et il meurt au front en 1915. Dès la fin du conflit mondial, Geneviève et sa mère retournent également en France ; la jeune fille complètera ainsi ses études du baccalauréat à Amiens et à Paris, puis obtiendra une licence en histoire de la Sorbonne. Elle choisit alors de faire carrière en journalisme. De 1936 à 1939, elle est correspondante à Paris pour le quotidien montréalais La Presse. En 1940, le journal Jour-Écho de Paris l’envoie au Canada pour y réaliser une série de grands reportages sur son pays natal. Son mandat terminé, elle décide de poursuivre sa carrière de journaliste au Canada, où elle devient éditorialiste au journal Le Canada, puis directrice de l’information au périodique Photo Journal ; elle collabore aussi comme pigiste à des chroniques littéraires et d’actualités à Radio-Canada, elle prononce des conférences devant divers auditoires culturels, et elle entreprend une collaboration qui durera plus de 50 ans auprès du quotidien Le Devoir. Au journaliste Jean-Paul Robillard du Petit Journal, à qui elle accorde une interview en 1956, elle confie que les auteurs qui l’influencent le plus alors sont les philosophes français tels Gabriel Marcel, Emmanuel Mounier et Pierre Teilhard de Chardin,,.

### Mariage
Le 29 mai 1948, en l’église St-Germain d’Outremont, elle épouse Pierre Smith, chirurgien à l’hôpital Saint-Luc de Montréal, fils de Joseph Smith et de Marie St-Amant. Elle sera par la suite souvent connue sous le nom Geneviève de la Tour Fondue-Smith. Le couple n’a pas eu d’enfant.

### Décès
Geneviève de la Tour Fondue décède à 87 ans, le 14 juin 2000, à Outremont et ses funérailles ont lieu en l’église Saint-Viateur d’Outremont le mardi 27 juin en présence de nombreux participants, dont sa cousine Valérie-Anne Giscard d'Estaing,,,,.
« Appartenant à la noblesse d'extraction, dont elle parlait fort peu, sa famille fut maintenue noble le 1er mars 1669, le 16 février 1700 et le 26 septembre 1705, et son nom patronymique était « de Cousin de la Tour Fondue ». Avec elle disparaît la dernière représentante de cette famille, tant en France que sur le continent nord-américain », souligne l’ancien vice-président de l’Alliance française de Montréal, René Le Clère, dans son hommage publié dans Le Devoir du 6 juillet 2000.

## Promotion de la culture française
Geneviève de la Tour Fondue-Smith, collaboratrice du Devoir pendant plus de 50 années, présidente de la fédération des Alliances françaises du Canada et présidente de l’Alliance française de Montréal, « a travaillé sans relâche à la promotion de la langue et de la culture françaises au Canada et au Québec »,,.

### Publications
Elle publie deux romans, Retour à la vigie (1942) et Monsieur Bigras (1944), qui ont fait l’objet de plusieurs recensions, puis un essai biographique et historique, Interviews canadiennes (1952), ainsi que, sous sa direction et à la demande du ministère des Affaires culturelles du Québec, « Collection art, vie et sciences au Canada français » (1964), un collectif sur les arts et les sciences où on retrouve des textes de Jean Hamelin, Guy Viau, Annette Lasalle-Leduc, Cyrias Ouellet et Jean-Charles Falardeau sur les lettres, le théâtre, la peinture, la musique, les sciences naturelles et les sciences sociales.
Geneviève de la Tour Fondue publie en 1952 Interviews canadiennes, un « essai sur la civilisation canadienne » l’engageant plus particulièrement dans des « avenues canadiennes-françaises, avec les guides de mon choix », précise-t-elle dans l’avant-propos. Il s’agit d’un « recueil d’interviews, toutes inédites » avec les « personnalités les plus dissemblables et les propos les plus contradictoires, absolument tels qu’ils s’offraient à moi ». L’essai comporte ainsi des interviews avec Édouard Montpetit, Jean-Marie Gauvreau, Léon Lortie, Françoise Gaudet-Smet, Claude Champagne, Ringuet-Bruchési, Pellan, H-2, Horace Boivin, Léon-Mercier Gouin, Wilfrid Bovey, Jean Désy, S.E. Mgr Paul-Émile Léger et Gérard Pelletier.

#### Vive la France! Un pays catalyseur
En 1995, dans la section « Idées » du Devoir, Geneviève de la Tour Fondue, alors âgée de 82 ans publie, à l’occasion du 14 juillet, un texte intitulé « Vive la France! Un pays catalyseur », qui révèle son attachement à la langue et la culture française :

« La mode est aux sarcasmes : on pleure sur le recul du français dans le monde, la contamination de notre langue en France même, l'impérialisme arrogant du cinéma américain qui envahit tous les champs de culture populaire, la créativité scientifique des États-Unis dotée de pouvoirs écrasants. Bref, on ne laisse à la médiatisation française que la parodie de ses dissensions politiques ou économiques, dont plusieurs correspondants de presse font leurs choux gras.
« Or, la vérité est tout autre, liée à des faits incontournables, des enjeux précis et des résultats réconfortants qu'il convient de citer dans le cadre historique d'une double célébration. » (…) Puis, Geneviève de la Tour Fondue-Smith souligne le cinquantenaire de la création, par le général de Gaulle, de la Direction générale des relations culturelles, scientifiques et techniques au ministère des Affaires étrangères de France. « Une diplomatie culturelle, appuyée sur la langue française, dotée d’un réseau unique au monde, de conseillers culturels, instituts et Alliance française », écrit-elle. Puis, elle rappelle l’héritage de Pasteur, les peintures noires de Pierre Soulages à Pékin, le succès de la bibliothèque du Chouf, au Liban et du cinéma français au Japon, et de bien d’autres initiatives à travers le monde… « Tel est le résultat, sans cesse grandissant, de ce nouvel engouement pour la France et sa culture à l’heure où TV5 et CF1 couvrent progressivement la planète. » (…) « L’emploi de l'anglo-américain dans le monde reste, certes, incontournable. Mais comme le constate Guy Sorman au retour d'une tournée asiatique, « la première langue délibérément choisie aujourd'hui, dans le monde, est le français » conclut-elle. »

### Jury du prix Cercle du Livre de France
Geneviève de la Tour Fondue fait partie du jury du prix du Cercle du livre de France en 1950-1951, aux côtés de Paul Gay, c.s.s.p., Germaine Guèvremont, Jean Béraud, Gilles Marcotte, Roger Duhamel, Jean-Charles Bonenfant, Paul L'Anglais et Pierre Tisseyre.

## Philanthropie
Conformément aux legs testamentaires de Geneviève de la Tour Fondue, sa succession établit en 2001 la Fondation Geneviève-de-la-Tour-Fondue, dont l’objet et d’attribuer annuellement et sur une base permanente des bourses d’excellence à des étudiants du Département d’études française de la Faculté des arts et sciences de l’Université de Montréal, d’une part, et à des étudiants de maîtrise ou de doctorat du Département de langue et littérature française de l’Université McGill, d’autre part.
La cérémonie de signature de création du fonds Geneviève de la Tour Fondue de l’Université de Montréal en 2001 s’est déroulée en présence de Jacques Giscard d’Estaing, cousin de la donatrice, Gil Desautels, directeur du Fonds de développement de l’université, Me Émile Colas, représentant d’Anne de La Bastide, cousine de la donatrice, Lise Gauvin, directrice du Département d’études françaises et de Robert Lacroix, recteur. « Le legs testamentaire qu’elle a fait à l’Université de Montréal témoigne de son profond attachement à ce lieu réservé à la culture et au savoir », a alors déclaré Jacques Giscard d’Estaing.

## Honneurs et distinctions
- Officier de la Légion d’honneur, distinction qui lui est remise à Paris par son parent en ligne collatérale, le président Valéry Giscard d’Estaing[3].
- Prix de la langue-française 1974 de l’Académie française[17].

### Ouvrages de Geneviève de la Tour Fondue
- Geneviève de la Tour Fondue, Interviews canadiennes (essai), Montréal : les éditions Chanteclerc ltée, 1952 (Montréal : Thérien frères limitée), 261 p.
- Geneviève de la Tour Fondue, Monsieur Bigras (roman), Montréal : Éditions Beauchemin, 1944 (Montréal : L.B.L. Librairie Beauchemin limitée), 251 p.
- Geneviève de la Tour Fondue, Retour à la Vigie, Beauchemin, 1942, 220 p.
- Geneviève de la Tour Fondue, « Alliance française, un acte de foi dans le libre apprentissage du français », Le Devoir,‎ 13 juillet 1976
- Geneviève de la Tour Fondue-Smith (dir.), Collection art, vie et sciences au Canada français, Gouvernement du Québec, 1964 (lire en ligne [PDF])

- Geneviève de la Tour Fondue, « L’Histoire merveilleuse de la Louisiane Française », L'Action universitaire, vol. 8, no 10,‎ 1942 (association des diplômés de l’université de montréal), p. 8-10 (lire en ligne [PDF], consulté le 15 novembre 2014)

### Comptes rendus
- Maurice Lebel, « Interviews canadiennes, de Geneviève de la Tour Fondue », Dictionnaire des œuvres littéraires du Québec, Éditions Fides,‎ 1980 (lire en ligne, consulté le 11 novembre 2014)
- Léonce Cantin, « Monsieur Bigras, roman de Geneviève de la Tour Fondue », Dictionnaire des œuvres littéraires du Québec, Éditions Fides,‎ 1980 (lire en ligne, consulté le 11 novembre 2014)
- Léonce Cantin, « Retour à la vigie », Dictionnaire des œuvres littéraires du Québec, Éditions Fides,‎ 1980 (lire en ligne, consulté le 11 novembre 2014)
- Claude Lussier, « Retour à la vigie » (compte rendu), Le Quartier Latin,‎ 18 décembre 1942, p. 4 (lire en ligne, consulté le 10 novembre 2014)
- Roger Duhamel, « Monsieur Bigras » (compte rendu), L'Action nationale,‎ octobre 1944, p. 151-153 (lire en ligne, consulté le 15 novembre 2014)

### Ressources biographiques
- Lucette Robert, « Geneviève de la Tour Fondue », La Revue populaire, magazine illustré mensuel, Montréal, vol. 45, no 10,‎ 1952
- René le Clère, « Hommage à une grande dame », Le Devoir,‎ 6 juillet 2000, A6
- Jean-Paul Robillard, « Interview-éclair avec Mme de la Tour Fondue », Le Petit Journal,‎ 28 octobre 1956, p. 59 (lire en ligne, consulté le 10 novembre 2014)
- Émile Colas, « Geneviève de la Tour Fondue », Impératif français,‎ 10 octobre 2001 (lire en ligne, consulté le 9 novembre 2014)
- Université de Montréal, « Création du fonds Geneviève de la Tour Fondue », Forum, vol. 36, no 12,‎ 19 novembre 2001 (lire en ligne, consulté le 12 novembre 2014)
- « Bourse d'excellence en littérature française Geneviève de la Tour Fondue », Graduate Fellowship & Award Calendar,‎ 2014 (lire en ligne, consulté le 12 novembre 2014)